# Piazza Tola

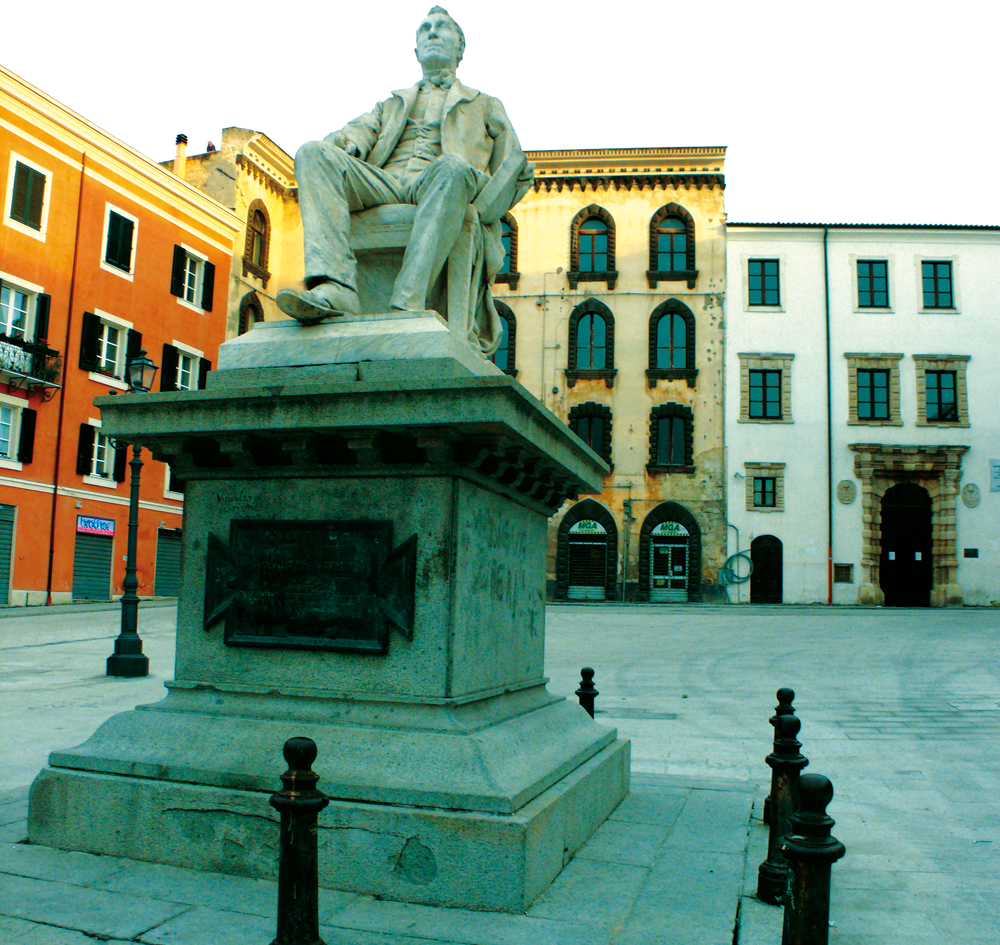
La statua

Piazza Tola è una piazza storica di Sassari. 

## Storia
In età medioevale nota come "piazza Carra Manna", durante il XVI secolo, per sopperire alla mancanza di terreni edificabili entro le mura cittadine, la piazza scomparve, soffocata da nuovi edifici che sorsero al di sopra di essa; tale situazione durò fino al XVII secolo quando venne ricostituita abbattendo le costruzioni realizzate a partire dal secolo precedente e divenendo anche sede di un mercato e luogo di esecuzioni pubbliche da parte dell'inquisizione..
Nel 1848 la piazza venne intitolata a Carlo Alberto, re di Sardegna; fu solo dopo la morte di Pasquale Tola nel 1874 che la cittadinanza decise di dedicare l'area al magistrato sassarese.

## Descrizione
Al centro della piazza è presente una statua rappresentante lo stesso Pasquale Tola realizzata nel 1903 dallo scultore genovese Filippo Silvestro Giulianotti.
Sulla piazza si affacciano diversi palazzi appartenuti all'aristocrazia sassarese tra cui palazzo Manca di Usini, palazzo Ferrale,  palazzo Sussarello, palazzo Tola, palazzo Quesada, palazzo Nigra Ciceri, casa Ferrà, e il palazzo Arborio Mella.